# Robert Aramayo
Robert Aramayo (Kingston upon Hull, 6 novembre 1992) è un attore britannico.

## Biografia
Robert Aramayo è nato a Kingston upon Hull e ha iniziato a recitare a livello scolastico durante l'infanzia. Ha studiato recitazione alla Juilliard School di New York e nel 2016 ha fatto il suo esordio cinematografico in Animali notturni; sempre nello stesso anno ha fatto anche il suo debutto televisivo ne Il Trono di Spade, in cui ha interpretato Ned Stark da giovane.
Da allora ha recitato regolarmente sul piccolo e grande schermo, recitando in film come Galveston e The King's Man - Le origini e in serie televisive come Mindhunter e Dietro i suoi occhi. Dal 2022 interpreta Elrond nella serie Il Signore degli Anelli - Gli Anelli del Potere.

## Filmografia

### Cinema
- Animali notturni (Nocturnal Animals), regia di Tom Ford (2016)
- Galveston, regia di Mélanie Laurent (2018)
- Antebellum, regia di Gerard Bush e Christopher Renz (2020)
- L'uomo vuoto - The Empty Man (The Empty Man), regia di David Prior (2020)
- The King's Man - Le origini (The King's Man), regia di Matthew Vaughn (2021)
- Prima danza, poi pensa. Alla ricerca di Beckett (Dance First), regia di James Marsh (2023)

### Televisione
- Il Trono di Spade (Game of Thrones) – serie TV, 4 episodi (2016-2017)
- Harley and the Davidsons, regia di Ciaran Donnelly e Stephen Kay – miniserie TV (2016)
- Mindhunter – serie TV, episodio 2x4 (2019)
- Dietro i suoi occhi (Behind Her Eyes), regia di Erik Richter Strand – miniserie TV (2021)
- Il Signore degli Anelli - Gli Anelli del Potere (The Lord of the Rings: The Rings of Power) – serie TV (2022-in corso)

## Doppiatori italiani
Nelle versioni in italiano delle opere in cui ha recitato, Robert Aramayo è stato doppiato da:
- Manuel Meli in Mindhunter, L'uomo vuoto - The Empty Man, Il Signore degli Anelli - Gli Anelli del Potere
- Stefano Santerini in Animali notturni
- Flavio Aquilone in Il Trono di Spade
- Alessio Puccio in Galveston
- Stefano Broccoletti in Dietro i suoi occhi
- David Chevalier in The King's Man - Le origini
- Emanuele Ruzza in Prima danza poi pensa - Alla ricerca di Beckett